# Igor Stetchkine
Igor Iakovlevitch Stetchkine (en russe : Игорь Яковлевич Стечкин), né le 15 novembre 1922 à Aleksine dans l'oblast de Toula, en Russie, et mort le 28 novembre 2001 à Toula en Russie, était un concepteur d’armes légères russe.

## Conceptions
- Stetchkin APS, pistolet-mitrailleur en 9 mm
- TKB-506, prototype d’arme de poing conçu pour ressembler à un allume-cigare
- TKB-486, un prototype de pistolet-mitrailleur en 9 × 18 mm Makarov
- TKB-0116, prototype de fusil d'assaut compact, ayant perdu la mise en concurrence avec le AKS-74U
- TKB-0146, prototype de fusil d’assaut évalué lors du projet Abakan, mais ayant perdu contre le Nikonov AN-94
- OC-01 Kobalt, revolver à double action en 9 mm
- OC-23 Drotik, pistolet-mitrailleur en 5,45 mm
- OC-27 Berdysh, pistolet semi-automatique en 9 mm
- OTs-33 Pernatch, pistolet-mitrailleur en 9 mm
- Revolver silencieux OTs-38 Stechkin

## Distinctions
- Prix Staline (1952)
- Chevalier de l’Ordre du Drapeau rouge du Travail